# 7280 Bergengruen
7280 Bergengruen este un asteroid din centura principală de asteroizi.

## Descriere
7280 Bergengruen este un asteroid din centura principală de asteroizi. A fost descoperit pe 8 septembrie 1988 la Tautenburg de Freimut Börngen. El prezintă o orbită caracterizată de o semiaxă mare de 2,57 ua, o excentricitate de 0,24 și o înclinație de 1,8° în raport cu ecliptica.